# Stian Ringstad
Stian Lunder Ringstad (Haga, 29 agosto 1991) è un calciatore norvegese, difensore dell'Eidsvold Turn.

## Carriera

### Club
Ringstad ha iniziato la carriera professionistica nell'Eidsvold Turn nel 2007. Avrebbe dovuto esordire in prima squadra già nel 2006, ma la Norges Fotballforbund (NFF) non gli ha dato il consenso, poiché considerato troppo giovane. In due stagioni, ha disputato 42 partite di campionato e ha messo a referto 7 reti.
È stato acquistato dal Lillestrøm nel 2009. Ha debuttato nella massima divisione norvegese il 5 aprile dello stesso anno, quando è stato titolare nella sconfitta per 3-1 in casa dell'Aalesund. Il 31 gennaio 2013 ha rinnovato il contratto che lo legava al Lillestrøm per altre tre stagioni.
Il 22 dicembre 2015, i portoghesi del Braga hanno annunciato sul proprio sito internet d'aver ingaggiato Ringstad, che si è legato al nuovo club con un contratto valido per i successivi tre anni e mezzo, a partire dal 1º gennaio 2016. Ha debuttato nella Primeira Liga in data 24 gennaio, subentrando a Marcelo Goiano nella vittoria per 5-1 sul Rio Ave. Ha totalizzato 7 presenze in campionato nel corso di questa porzione di stagione.
Il 22 dicembre 2016, lo Strømsgodset ha reso noto d'aver ingaggiato Ringstad, che ha firmato un contratto triennale valido a partire dal 1º gennaio 2017. Il giocatore ha scelto la maglia numero 25. Ha esordito in squadra in data 2 aprile, subentrando a Tokmac Nguen nel 3-1 inflitto all'Haugesund. Ha chiuso la stagione a quota 9 presenze, tra campionato e coppa.
Il 28 luglio 2018, Ringstad è passato al Sandefjord con la formula del prestito: ha scelto di vestire la maglia numero 21.
Il 9 agosto 2019 è passato all'Haugesund a titolo definitivo, legandosi con un contratto valido fino al termine della stagione in corso.
Svincolato dopo questa esperienza, il 25 maggio 2020 ha firmato un accordo biennale con l'Ullensaker/Kisa.
A seguito della retrocessione in 2. divisjon della sua squadra, arrivata al termine del campionato 2021, ha scelto di rimanere in forza all'Ullensaker/Kisa prolungando il suo contratto fino al 31 dicembre 2022. Al termine di questo accordo, ha lasciato l'Ullensaker/Kisa.
Il 30 marzo 2023, Ringstad ha fatto ritorno all'Eidsvold Turn.

### Nazionale
Ringstad ha giocato 20 partite per le selezioni giovanili norvegesi, segnando 3 reti. Con la Norvegia under 16 ha esordito il 30 luglio 2007, nel successo per 0-3 sulle Fær Øer (il difensore ha segnato una delle reti). Il 4 febbraio 2008 ha debuttato per la Norvegia under 17 nella sconfitta per 3-2 contro l'Ucraina.
Il 7 maggio 2013 è stato incluso nella lista provvisoria consegnata all'UEFA dal commissario tecnico Tor Ole Skullerud in vista del campionato europeo Under-21 2013. Il 22 maggio il suo nome è stato poi escluso dai 23 calciatori scelti per la manifestazione.
Il 24 maggio 2014 è stato convocato in Nazionale maggiore dal commissario tecnico Per-Mathias Høgmo, in vista delle amichevoli contro Francia e Russia. Il 27 maggio ha effettuato il suo esordio: ha sostituito Martin Linnes nella sconfitta per 4-0 contro la formazione transalpina.

## Statistiche

### Presenze e reti nei club
Statistiche aggiornate al 31 marzo 2023. 
| Stagione               | Club                   | Campionato             | Campionato | Campionato | Coppe nazionali | Coppe nazionali | Coppe nazionali | Coppe continentali | Coppe continentali | Coppe continentali | Supercoppe | Supercoppe | Supercoppe | Totale | Totale |
| Stagione               | Club                   | Comp                   | Pres       | Reti       | Comp            | Pres            | Reti            | Comp               | Pres               | Reti               | Comp       | Pres       | Reti       | Pres   | Reti   |
| ---------------------- | ---------------------- | ---------------------- | ---------- | ---------- | --------------- | --------------- | --------------- | ------------------ | ------------------ | ------------------ | ---------- | ---------- | ---------- | ------ | ------ |
| 2007                   | Eidsvold Turn          | 2D                     | 18         | 3          | CN              | ?               | ?               | -                  | -                  | -                  | -          | -          | -          | 18     | 3      |
| 2008                   | Eidsvold Turn          | 2D                     | 24         | 4          | CN              | ?               | ?               | -                  | -                  | -                  | -          | -          | -          | 24     | 4      |
| 2009                   | Lillestrøm             | ES                     | 7          | 0          | CN              | 1               | 0               | -                  | -                  | -                  | -          | -          | -          | 8      | 0      |
| 2010                   | Lillestrøm             | ES                     | 11         | 0          | CN              | 0               | 0               | -                  | -                  | -                  | -          | -          | -          | 11     | 0      |
| 2011                   | Lillestrøm             | ES                     | 19         | 0          | CN              | -               | -               | -                  | -                  | -                  | -          | -          | -          | 19     | 0      |
| 2012                   | Lillestrøm 2           | 3D                     | 6          | 1          | CN              | -               | -               | -                  | -                  | -                  | -          | -          | -          | 6      | 1      |
| 2012                   | Lillestrøm             | ES                     | 20         | 0          | CN              | 3               | 0               | -                  | -                  | -                  | -          | -          | -          | 23     | 0      |
| 2013                   | Lillestrøm             | ES                     | 23         | 0          | CN              | 4               | 0               | -                  | -                  | -                  | -          | -          | -          | 27     | 0      |
| 2014                   | Lillestrøm             | ES                     | 23         | 3          | CN              | 3               | 0               | -                  | -                  | -                  | -          | -          | -          | 26     | 3      |
| 2015                   | Lillestrøm             | ES                     | 20         | 0          | CN              | 3               | 0               | -                  | -                  | -                  | -          | -          | -          | 23     | 0      |
| 2015                   | Lillestrøm 2           | 2D                     | 6          | 3          | CN              | -               | -               | -                  | -                  | -                  | -          | -          | -          | 6      | 3      |
| Totale Lillestrøm 2    | Totale Lillestrøm 2    | Totale Lillestrøm 2    | 12         | 4          |                 | -               | -               |                    | -                  | -                  |            | -          | -          | 12     | 4      |
| Totale Lillestrøm      | Totale Lillestrøm      | Totale Lillestrøm      | 123        | 3          |                 | 14              | 0               |                    | -                  | -                  |            | -          | -          | 137    | 3      |
| gen.-giu. 2016         | Braga                  | PL                     | 7          | 0          | CP+CdL          | 0+1             | 0               | UEL                | 0                  | 0                  | -          | -          | -          | 8      | 0      |
| 2017                   | Strømsgodset 2         | 3D                     | 9          | 0          | CN              | -               | -               | -                  | -                  | -                  | -          | -          | -          | 9      | 0      |
| 2017                   | Strømsgodset           | ES                     | 8          | 0          | CN              | 1               | 0               | -                  | -                  | -                  | -          | -          | -          | 9      | 0      |
| gen.-lug. 2018         | Strømsgodset 2         | 3D                     | 2          | 1          | CN              | -               | -               | -                  | -                  | -                  | -          | -          | -          | 2      | 1      |
| Totale Strømsgodset 2  | Totale Strømsgodset 2  | Totale Strømsgodset 2  | 11         | 1          |                 | -               | -               |                    | -                  | -                  |            | -          | -          | 11     | 1      |
| gen.-lug. 2018         | Strømsgodset           | ES                     | 3          | 0          | CN              | 2               | 0               | -                  | -                  | -                  | -          | -          | -          | 5      | 0      |
| lug.-dic. 2018         | Sandefjord             | ES                     | 14         | 1          | CN              | -               | -               | -                  | -                  | -                  | -          | -          | -          | 14     | 1      |
| gen.-ago. 2019         | Strømsgodset           | ES                     | 13         | 0          | CN              | 2               | 1               | -                  | -                  | -                  | -          | -          | -          | 15     | 1      |
| Totale Strømsgodset    | Totale Strømsgodset    | Totale Strømsgodset    | 24         | 0          |                 | 5               | 1               |                    | -                  | -                  |            | -          | -          | 29     | 1      |
| ago.-dic. 2019         | Haugesund 2            | 4D                     | 1          | 0          | CN              | -               | -               | -                  | -                  | -                  | -          | -          | -          | 1      | 0      |
| ago.-dic. 2019         | Haugesund              | ES                     | 2          | 0          | CN              | 0               | 0               | UEL                | -                  | -                  | -          | -          | -          | 2      | 0      |
| 2020                   | Ullensaker/Kisa        | 1D                     | 17         | 2          | -               | -               | -               | -                  | -                  | -                  | -          | -          | -          | 17     | 2      |
| 2021                   | Ullensaker/Kisa        | 1D                     | 27         | 0          | CN              | 2               | 0               | -                  | -                  | -                  | -          | -          | -          | 29     | 0      |
| 2022                   | Ullensaker/Kisa        | 2D                     | 21+2       | 0          | CN              | 3               | 0               | -                  | -                  | -                  | -          | -          | -          | 26     | 0      |
| Totale Ullensaker/Kisa | Totale Ullensaker/Kisa | Totale Ullensaker/Kisa | 65+2       | 0          |                 | 5               | 0               |                    | -                  | -                  |            | -          | -          | 72     | 0      |
| 2023                   | Eidsvold Turn          | 3D                     | 0          | 0          | CN              | 0               | 0               | -                  | -                  | -                  | -          | -          | -          | 0      | 0      |
| Totale Eidsvold Turn   | Totale Eidsvold Turn   | Totale Eidsvold Turn   | 42         | 7          |                 | ?               | ?               |                    | -                  | -                  |            | -          | -          | 42     | 7      |
| Totale                 | Totale                 | Totale                 | 301+2      | 18         |                 | 25              | 1               |                    | -                  | -                  |            | -          | -          | 328    | 19     |

### Cronologia presenze e reti in nazionale
| Cronologia completa delle presenze e delle reti in nazionale ― Norvegia | Cronologia completa delle presenze e delle reti in nazionale ― Norvegia | Cronologia completa delle presenze e delle reti in nazionale ― Norvegia | Cronologia completa delle presenze e delle reti in nazionale ― Norvegia | Cronologia completa delle presenze e delle reti in nazionale ― Norvegia | Cronologia completa delle presenze e delle reti in nazionale ― Norvegia | Cronologia completa delle presenze e delle reti in nazionale ― Norvegia | Cronologia completa delle presenze e delle reti in nazionale ― Norvegia |
| Data                                                                    | Città                                                                   | In casa                                                                 | Risultato                                                               | Ospiti                                                                  | Competizione                                                            | Reti                                                                    | Note                                                                    |
| ----------------------------------------------------------------------- | ----------------------------------------------------------------------- | ----------------------------------------------------------------------- | ----------------------------------------------------------------------- | ----------------------------------------------------------------------- | ----------------------------------------------------------------------- | ----------------------------------------------------------------------- | ----------------------------------------------------------------------- |
| 27-5-2014                                                               | Saint-Denis                                                             | Francia                                                                 | 4 – 0                                                                   | Norvegia                                                                | Amichevole                                                              | -                                                                       |                                                                         |
| Totale                                                                  |                                                                         | Presenze                                                                | 1                                                                       |                                                                         | Reti                                                                    | 0                                                                       |                                                                         |

## Palmarès

### Club

#### Competizioni nazionali
- Coppa del Portogallo: 1

Braga: 2015-2016